# Elbbergbrücke

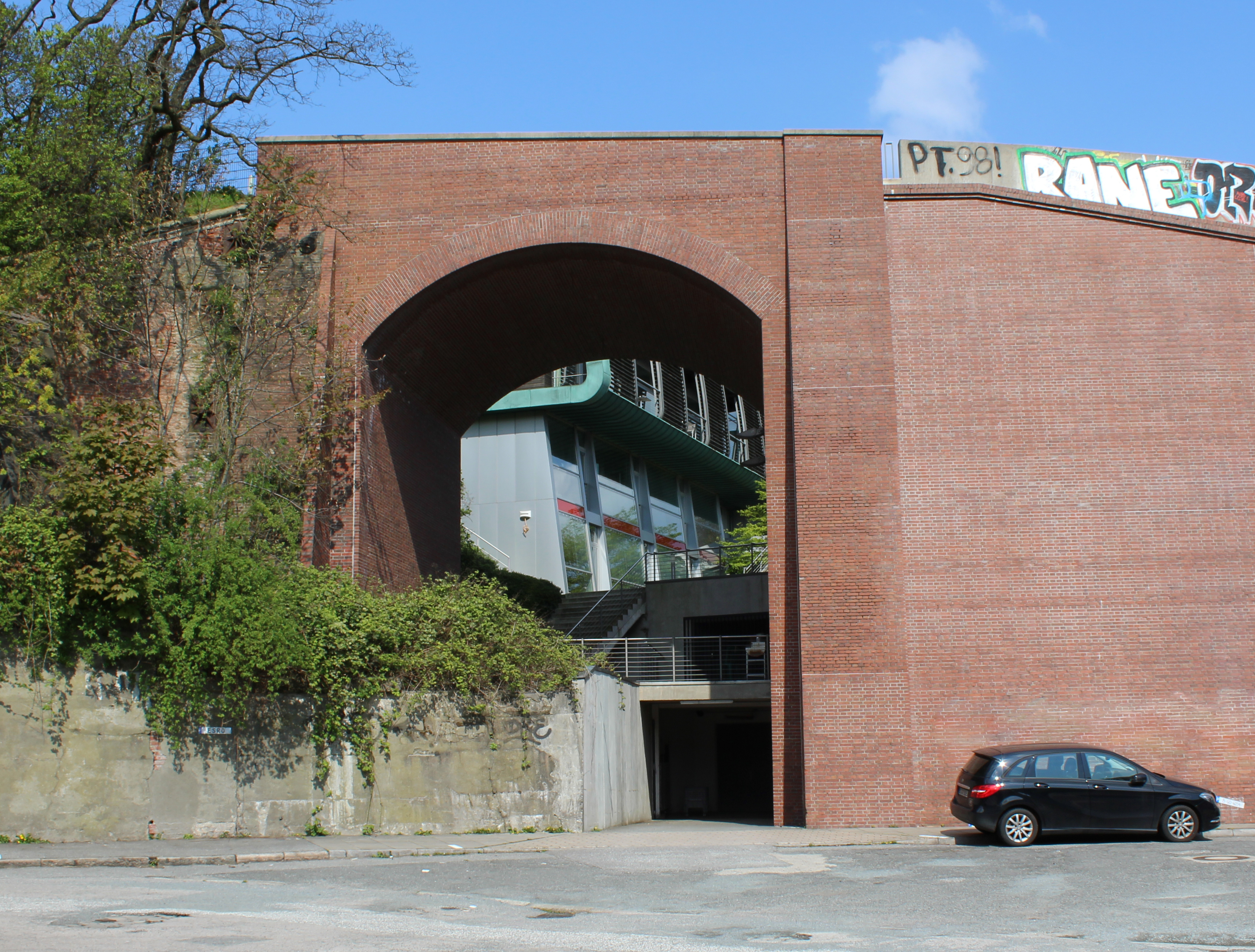
Elbbergbrücke, 2016

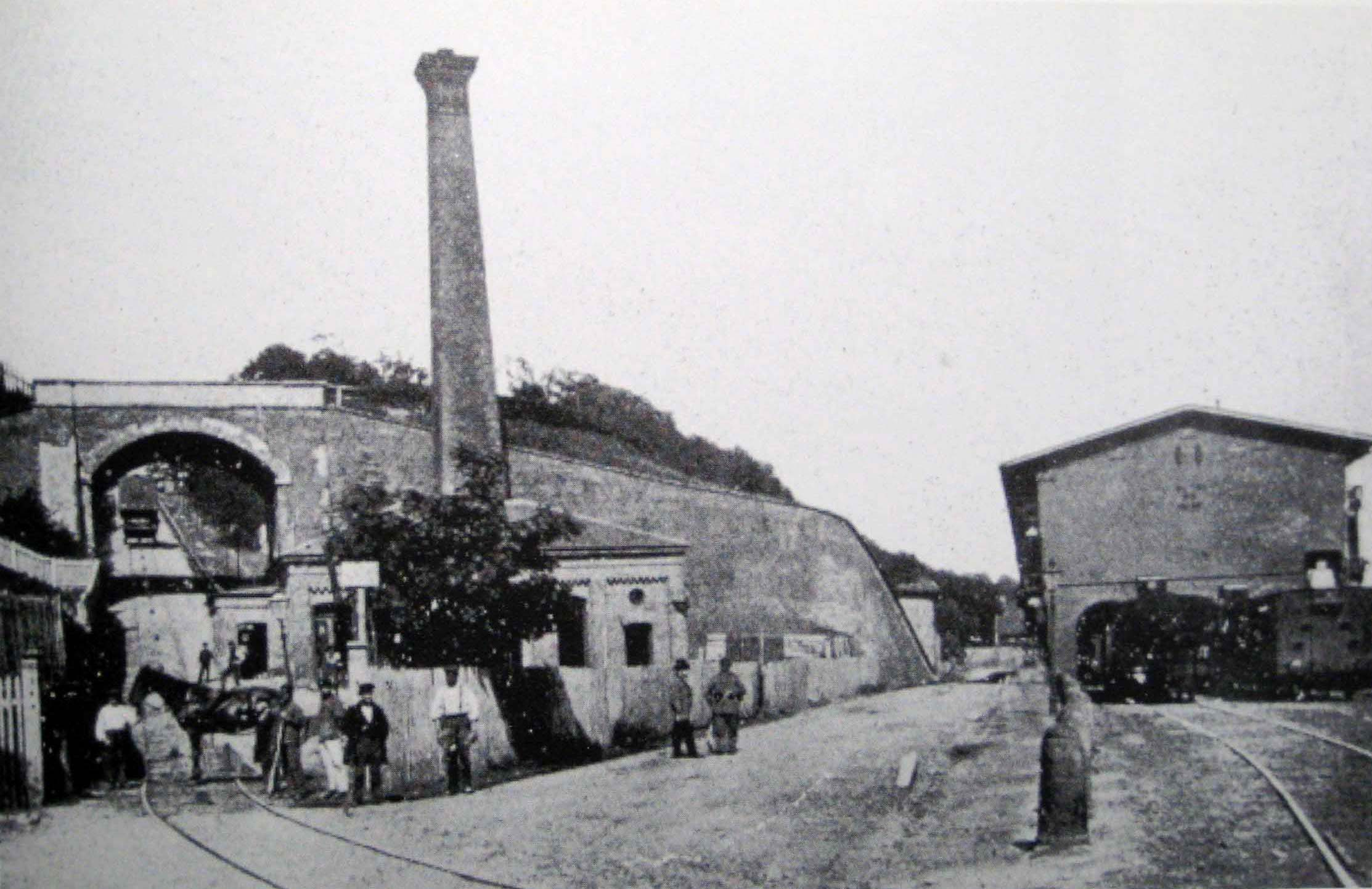
Altona Kai, 1849, mit Brücke

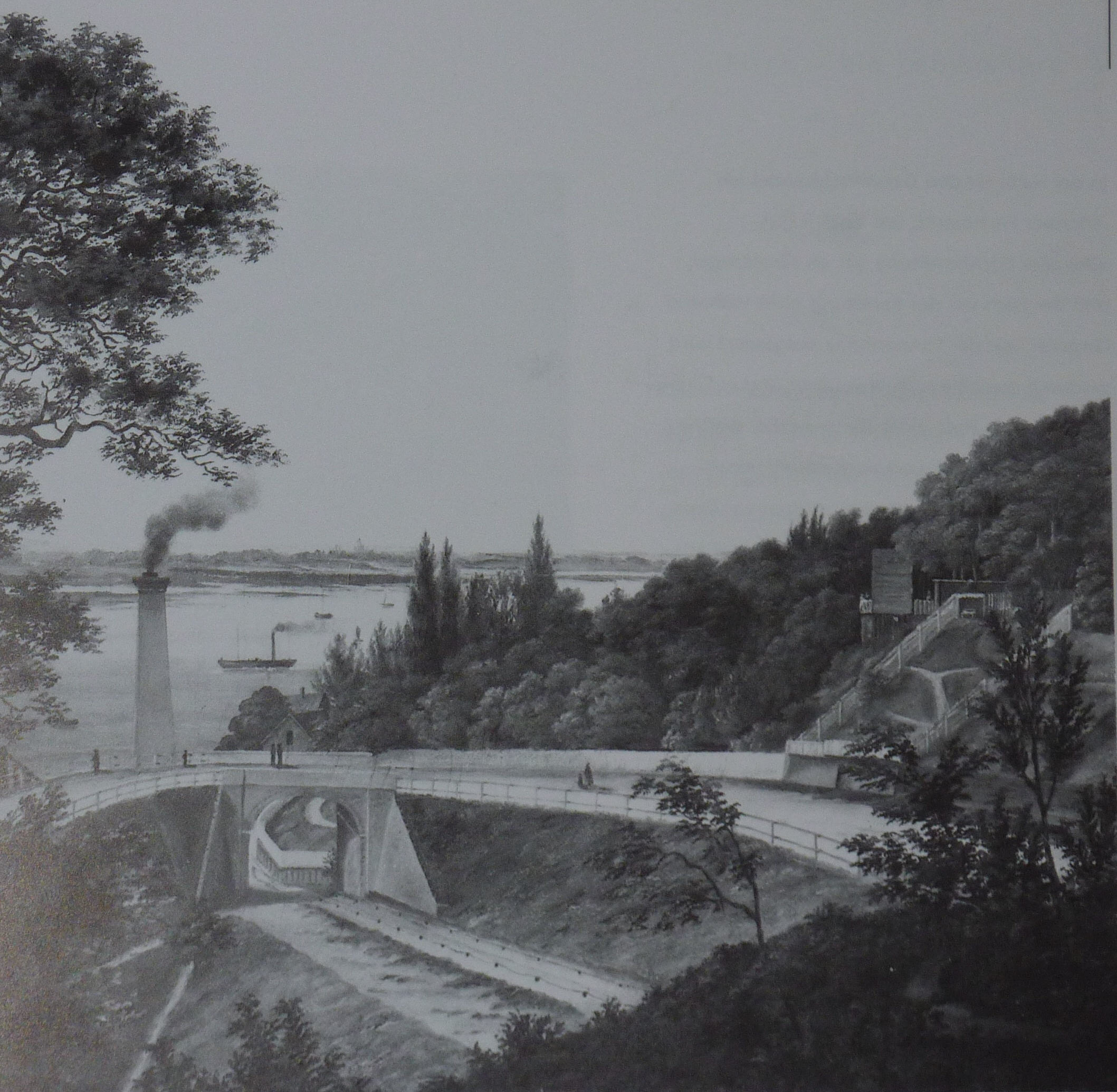
Gemälde von 1855 mit der Brücke

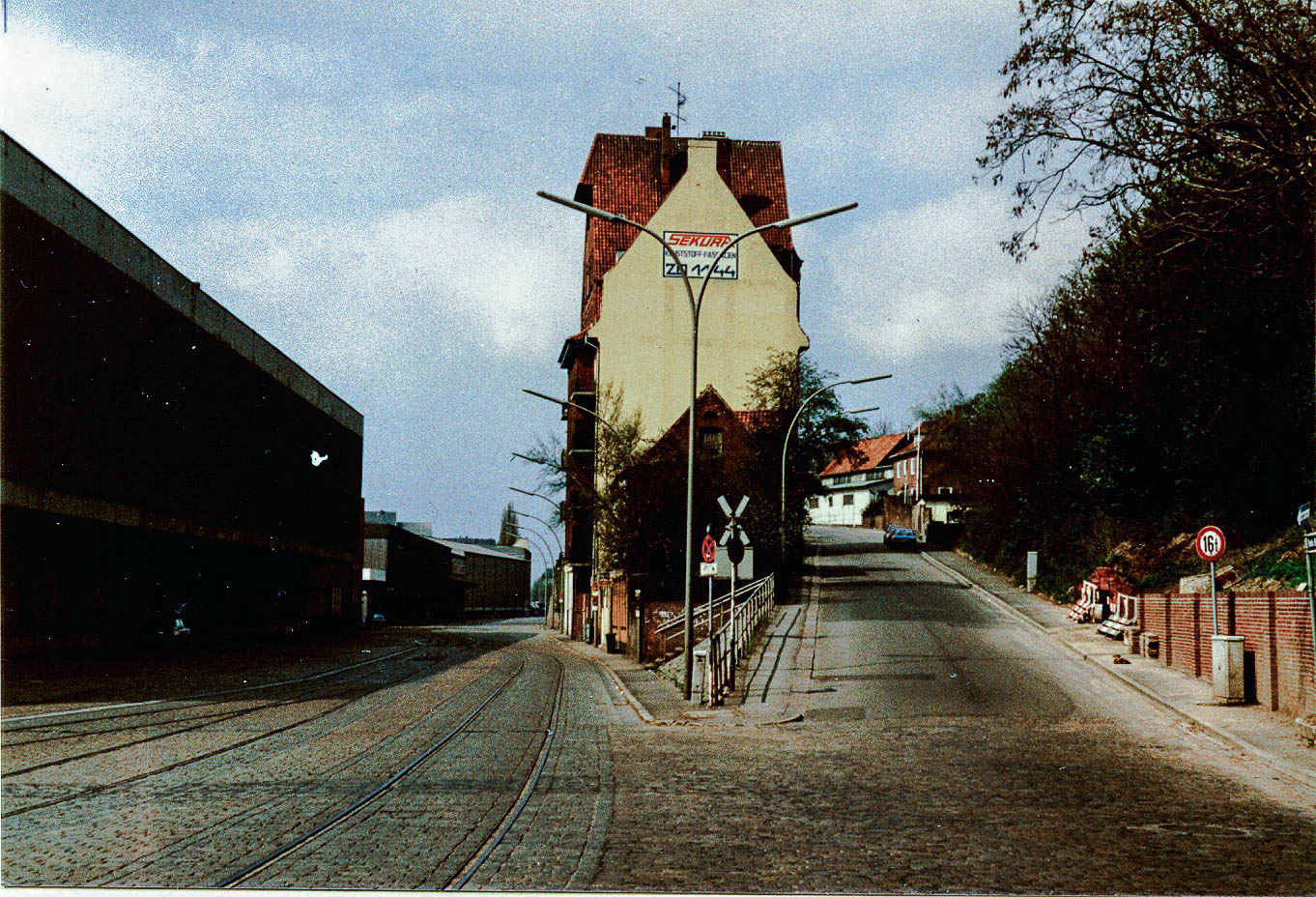
Blick vom Fischmarkt auf die Straße „Elbberg“ (1982), Brücke am oberen Ende.

Die Elbbergbrücke ist eine Straßenbrücke in Hamburg nahe der Kaistraße. Sie überquerte die hier früher bestehenden Gleise der Altonaer Hafenbahn im Stadtteil Altona-Altstadt.
Das Bauwerk ist mit der Nummer 26369 durch die Hamburger Behörde für Kultur und Medien als Baudenkmal erfasst. Die im Jahr 1844 gleichzeitig mit der Altona-Kieler Eisenbahn errichtete Elbbergbrücke wurde im Jahr 2000 instand gesetzt.
Der Name der Brücke leitet sich vom Elbberg ab, dem Bereich des Geestrückens, der hier parallel zur Kaistraße 25 Meter tief in Richtung des Elbufers und zur Großen Elbstraße abfällt und zur damaligen Zeit als die „Geneigte Ebene“ bekannt war.
Georgine Fries schuf 1855 ein Gemälde mit dieser Brücke, (Original im Altonaer Museum). Der hohe Schlot am linken Bildrand gehörte zur damaligen Dampfmaschine für den Seilzug für die Güterwagen der Eisenbahn zum Hafenbahnhof Altona Kai.